# 키우스디노
키우스디노(이탈리아어: Chiusdino)는 이탈리아 토스카나주 시에나도에 있는 코무네다. 피렌체에서 남쪽 70km, 시에나에서 남서쪽 30km 거리에 있다.